# Поповка (Суражский район)
Поповка — деревня в Суражском районе Брянской области России. Входит в состав Кулажского сельского поселения.

## География
Деревня находится в северо-западной части Брянской области, в зоне хвойно-широколиственных лесов, в пределах части Приднепровской низменности, на берегах ручья Брядаевка, на расстоянии примерно 8 километров (по прямой) к юго-востоку от города Суража, административного центра района. Абсолютная высота — 163 метра над уровнем моря.

### Климат
Климат характеризуется как умеренно континентальный с достаточным увлажнением, тёплым летом и умеренно холодной зимой. Среднегодовая многолетняя температура воздуха составляет 5,4 °С. Средняя температура воздуха самого тёплого месяца (июля) — 18,1 °C (абсолютный максимум — 37 °C); самого холодного (января) — −8 — −7,5 °C (абсолютный минимум — −37 °C). Период активной вегетации растений (с температурой выше 10°С) составляет 144 дня. Среднегодовое количество атмосферных осадков составляет 554 мм, из которых большая часть (285 мм) выпадает в тёплый период. Снежный покров держится в течение 120—130 дней.

### Часовой пояс
Деревня Поповка, как и вся Брянская область, находится в часовой зоне МСК (московское время). Смещение применяемого времени относительно UTC составляет +3:00.

## История
Основана в сер. XVIII в. Завадовскими, которые устроили здесь же винокуренный завод.
До 1781 входила в Мглинскую сотню Стародуб. полка (казачьего населения не имела),
с 1782 по 1921 в Сураж. уезде (с 1861 — в составе Ляличской волости);
в 1921—1929 в Клинц. уезде (Ляличская, с 1924 Суражская вол.).
С 1919 до 1929 — ц. Поповского с/с;
до 1992 в Старокисловском с/с,
в 1992—2005 в Каменском с/с.
В сер. XX в. — колхоз «Просвет».

## Население
| 2010 | 2013 |
| ---- | ---- |
| 11   | ↘5   |

Согласно результатам переписи 2002 года, в национальной структуре населения русские составляли 97 % из 35 чел.